# Calamity Jane to Her Daughter
Calamity Jane to Her Daughter (укр. Бідова Джейн до своєї доньки) — музичний твір Бена Джонстона, написаний 1989 року.
Композицію Calamity Jane to Her Daughter написано на замовлення співачки-сопрано Дори Оренштайн. Вона звернулася до американського композитора Бена Джонстона, відомого написанням творів в розширеному чистому строї, з інтервалами, які відрізняються від звичних, завдяки чому консонанси є ще більш «настроєними» та благозвучними, а дисонанси ⁣ — ще більш різкими. Оренштайн запропонувала Джонстону декілька текстів на вибір, але він відмовився від усіх. Натомість композитор дослухався до свого друга Білла Брукса, який, як і Джонстон, викладав в Університеті Іллінойсу, і вирішив покласти на музику текст твору The Diary of Calamity Jane (укр. Щоденник Бідової Джейн) відомої героїні американського Дикого Заходу. Джейн Гікок вважалася дружиною «Дикого Білла» Гікока, і в них нібито була дитина, до якої Джейн і зверталася у своєму щоденнику.
Твір Calamity Jane to Her Daughter увійшов до концертної програми Дори Оренштайн Urban Diva, прем'єра якої відбулася 1990 року в Амстердамі, після чого співачка гастролювала з нею у США. В газеті «Нью-Йорк таймс» виконання твору Джонстона назвали найуспішнішим епізодом американської прем'єри Urban Diva. «Містер Джонстон, один із найкращих невідомих композиторів, яких може запропонувати ця країна, заснував свій твір на американській народній музиці в ковбойському стилі, але пропустив її через власну мікротонову ідіому» — писав Джон Роквелл.
1993 року Оренштайн записала в нью-йоркській студії Looking Glass Studios пісні з програми Urban Diva, випустив їх того ж року окремим альбомом на лейблі Composers Recordings, Inc. 20-хвилинна Calamity Jane to Her Daughter була записана в наступному складі: Дора Оренштайн (сопрано), Мері Ровелл (скрипка), Філіп Буш (синтезатор), Білл Райл (ударні). 2007 року альбом було перевидано на лейблі New World Records.
1995 року Бен Джонстон створив аранжування Calamity Jane to Her Daughter для голосу та струнного квартету.